# Mihailo Petrov
Mihailo Petrov (Beograd, 1902 — Beograd, 1983) bio je srpski slikar, grafičar, ilustrator, pesnik i kritičar, profesor. Bavio se opremom knjiga, tipografijom i izradom plakata. 

## Biografija
Slikarstvo je učio u Umetničkoj školi u Beogradu (1919—1921. prof. Lj. Ivanović i M. Milovanović). Usavršavao se u Beču (1922), u Krakowu (1923) i u Parizu (1924—1925). Jedan od najaktivnijih saradnika „Zenita” u njegovoj prvoj fazi (1921), zahvaljujući posredovanju Stanislava Vinavera koji je u Beogradu prikupljao priloge za „Zenit”. Sarađuje i u drugim avangardnim časopisima („Dada Tank”, „Út”).

## Slikarsko delo
Član grupe Oblik 1926—1929. Osnivač Grafičkog odseka Akademije likovnih umetnosti i Akademije primenjenih umetnosti u Beogradu. Jedan od organizatora Šeste jugoslovenske izložbe u Novom Sadu 1927. i Prve grafičke izložbe 1934. u Beogradu. Specijalno za „Zenit” radio linoleume koji predstavljaju vrhunac njegovog likovnog stvaralaštva i s kojima se uključuje u aktuelne tokove umetnosti; oni istovremeno znače i izuzetan trenutak u istoriji srpske likovne umjetnosti jer se ona tako, na autentičan način, približila avangardnim traganjima u svetu.
Linorezi Autoportret i Današnji zvuk – štampani su uz njegovu pjesmu Fragment naših grehova i belešku („Zenit”, br. 6, 1921): „Vrlo mlad i vrlo afirmativan. Naša nova vrednost. Treba je samo osetiti“; radi zatim Linoleum (br. 8); Linoleum (br. 9); Ritam (br. 10); Linoleum (br. 12) i Zenit (br. 13). Objavio je i pesme: Fragment naših grehova („Zenit”, br. 6) i Ritmi iz pustinje. Pesma nalik na pismo („Zenit”, br. 11). Grafika Današnji zvuk ponovljena je u knjizi Ivana Golla Paris brennt (druga knjiga u ediciji časopisa „Zenit”, 1921). Poticaj za ove radove Petrov je po svoj prilici našao kod Kandinskog, čije tekstove prvi prevodi na srpski jezik, ali i kod drugih savremenih stvaraoca čije je delo dobro poznavao. Izradio je sveden, geometrizovan portret Ljubomira Micića u crtežu, štampan na naslovnoj strani kataloga Međunarodne izložbe nove umetnosti („Zenit”, br. 25, 1924, danas izgubljen).
Na „Zenitovoj” je izložbi učestvovao s jednim radom (prema katalogu), ali kritika spominje više slika (ulja u „živim bojama“, koja nisu precizno označena). Micićeva zbirka sačuvala je tri Petrovljeva rada: Kompoziciju (1922), rađenu pod uticajem Rodchenka i Kandinskog, zatim portret Branka Ve Poljanskog (1924), blage geometrizacije lika, dendističke odeće i s urbanim elementima u pozadini; treći rad je plakat za međunarodnu izložbu „Zenita” (1924), s naglašenim stilizacijama gradskog ambijenta, jasnih boja i kolažiranim delovima, preuzetim iz kataloga spomenute izložbe. Ovaj rad spada u najranije kolaže u umjetnosti s ovih prostora. Iz Petrovljevoga zenitističkog razdoblja potiče i izvanredna Kompozicija 77 (vl. Muzej savremene umetnosti, Beograd) — anagramski posvećena Branku Poljanskom, tematski vezana za njegovu knjigu 77 samoubica (1924).
Iste godine Petrov je od Micića na poklon dobio litografiju Studija figure Aleksandra Arhipenka (s pečatom „Zenita” na poleđini); ona je verovatno iz vremena kada je Micić objavio monografiju-album Arhipenko – Nova plastika. Sačuvana je fragmentarna korespondencija između Micića i Petrova, koja donekle otkriva razloge njihovih nesporazuma i razlaza – oni su, pre svega, finansijske prirode. Posle prekida saradnje sa „Zenitom”, Petrov svoje stvaralaštvo usmerava ka mirnijim putevima: čitavu jednu dekadu ne radi grafiku, bavi se slikarstvom konvencionalnih tema i intimnijeg karaktera, koloristički ekspresivnijim. U posleratnom razdoblju vraća se apstraktnim grafikama, ali okrenut lirskom i enformelnim strukturama.

## Literatura
- Sreto Bošnjak - Mihailo S Petrov, monografija